# مائير بار إيلان
مائير بار إيلان (بالعبرية מאיר בר-אילן) (1880-1949): حاخام أرثوذكسي وزعيم صهيوني ورئيس حركة همزراحي في الولايات الأمريكية المتحدة خلال الإنتداب البريطاني على فلسطين، ونجل الحاخام نافتالي تسفي يهودا بار إيلان من زوجته الثانية.والملهم لمؤسسي جامعة بار إيلان التي تحمل إسمه.

## نشأته وتعليمه
ولد مائير في (فولوجين - الإمبراطورية الروسية)، حيث تلقى تعليمه في المدارس الدينية اليهودية (تيلشي يشيفا ونوفاردوك يشيفا) ودرس التلمود ثم سافر إلى ألمانيا حيث تأثر هناك باليهودية الأرثوذكسية الحديثة.ثم هاجر إلى الولايات المتحدة الأمريكية سنة 1913 وهناك أبدى اهتمامه ونشاطه الصهيوني.ثم كانت وجهته الأخيرة إلى فلسطين حيث استقر في مدينة القدس.

## حركة مزراحي
انضم مائير إلى حركة مزراحي سنة 1905 تزامنا مع انعقاد المؤتمر الصهيوني السابع من أجل التصويت ضد اقتراح بريطانيا العظمى باتخاذ أوغندا كوطن مؤقت لليهود.
وفي 1911 تم تعيينه كأمين لحركة همزراحي ثم كرئيس لها سنة 1915.

## المناصب التي تولاها
- عين نائبا لرئيس اللجنة الأمريكية للدعم.[4]
- عين عضوا في اللجنة التنفيذية الصهيونية سنة 1918
- عين رئيسا للجنة التنفيذية الصهيونية سنة 1926
- عين أمينا لحركة همزراحي سنة 1911
- عين رئيسا لحركة همزراحي سنة 1915
- عضو مجلس المجلس الإداري للصندوق القومي اليهودي (الكيرن كييمت).
- أسس «بيت مدراش لي مورم» - معهد المعلمين الذي أصبح فيما بعد تابعا لجامعة ياشيفا.
- عضو المجلس الإداري للوكالة الإسرائيلية.
- أسس جريدة هايفري "Ha'Ivri" سنة 1938 وقام بالإشراف على تحريرها حتى وفاته سنة 1949.

## مؤلفاته
- من فولوجين إلى أورشليم
- بشفيلي هتحيا
- في طرق اليقظة

## من أقواله
| مائير بار إيلان | إن اتجاه حركة مزراحي لا يظل مختبئًا داخل اليهودية ، ولا يبحث عن زاوية مخفية حتى إذا كان هذا هو المكان الذي يمكن العثور فيه على التوراة ، ولكن لالتقاط أسلوب الحياة اليهودي ، لنشر روح التوراة في الطريق ، في الشارع ، على الجماهير وداخل الدولة | مائير بار إيلان |

| مائير بار إيلان | إن صهيونيتنا ليست إبتكارا عمره أربعين عاما ، بل هي تعبير عن رغبة وطنية تطورت على مدى آلاف السنين ... بالنسبة لنا ، فإن بناء أرض إسرائيل لا يخدم كإجابة على الروحي أو المادي ، بل إنه ضرورة جزء من الروح الداخلية لليهودية. رغبتنا في العيش في وطننا ، أرض إسرائيل | مائير بار إيلان |

## تخليده
- تأسيس جامعة تحمل اسمه في رمات غان وهي جامعة بار إيلان.
- صدور طابع بريدي يحمل إسمه بتاريخ 13 سبتمبر 1983.[5]

- شارع بالقدس يحمل اسم مائير بار إيلان.
- موشاف يحمل اسم مائير بار إيلان.

## معرض الصور

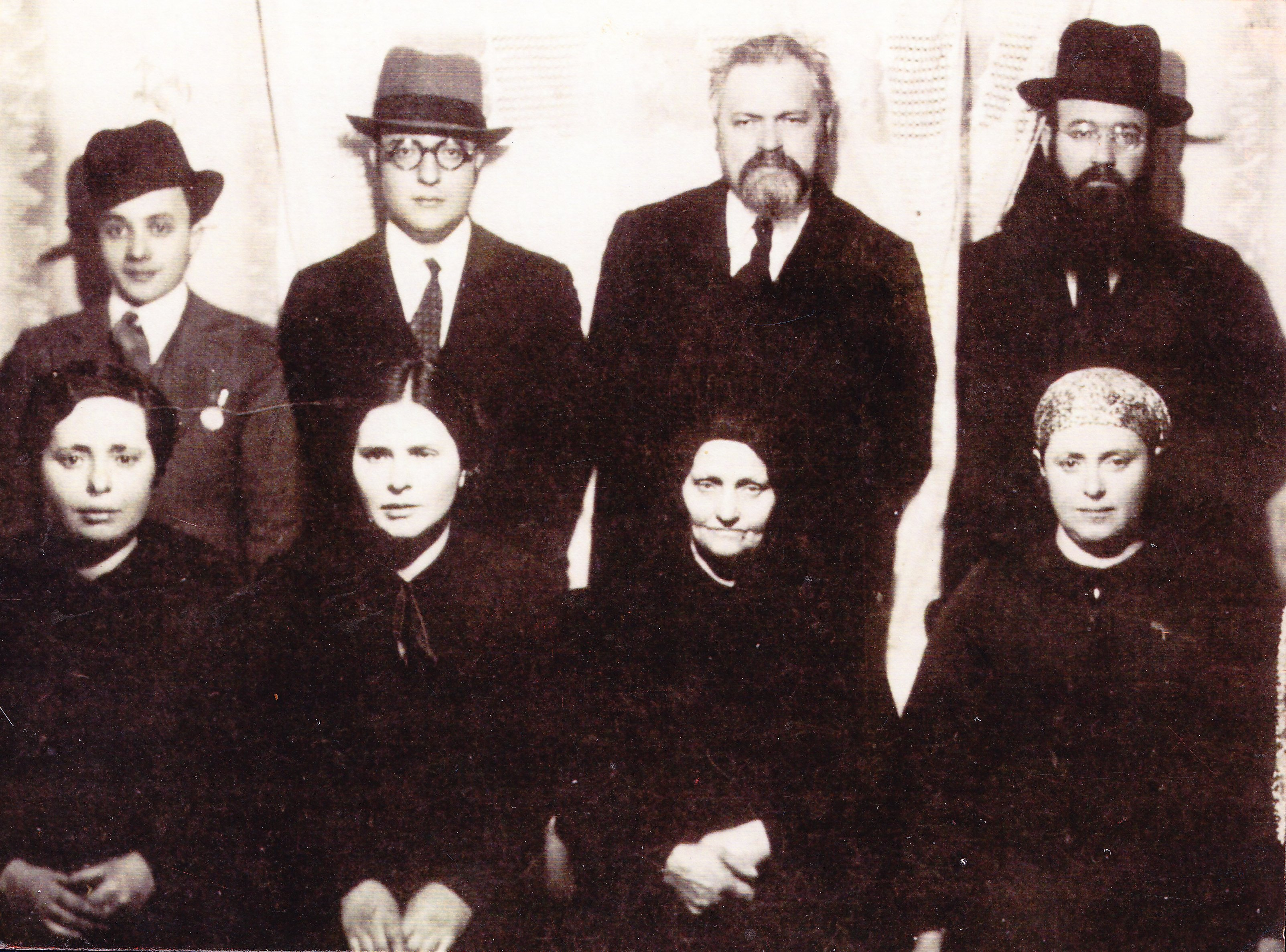
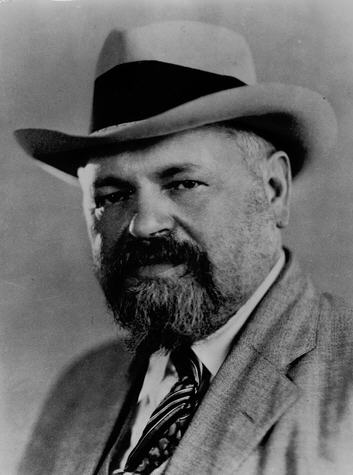
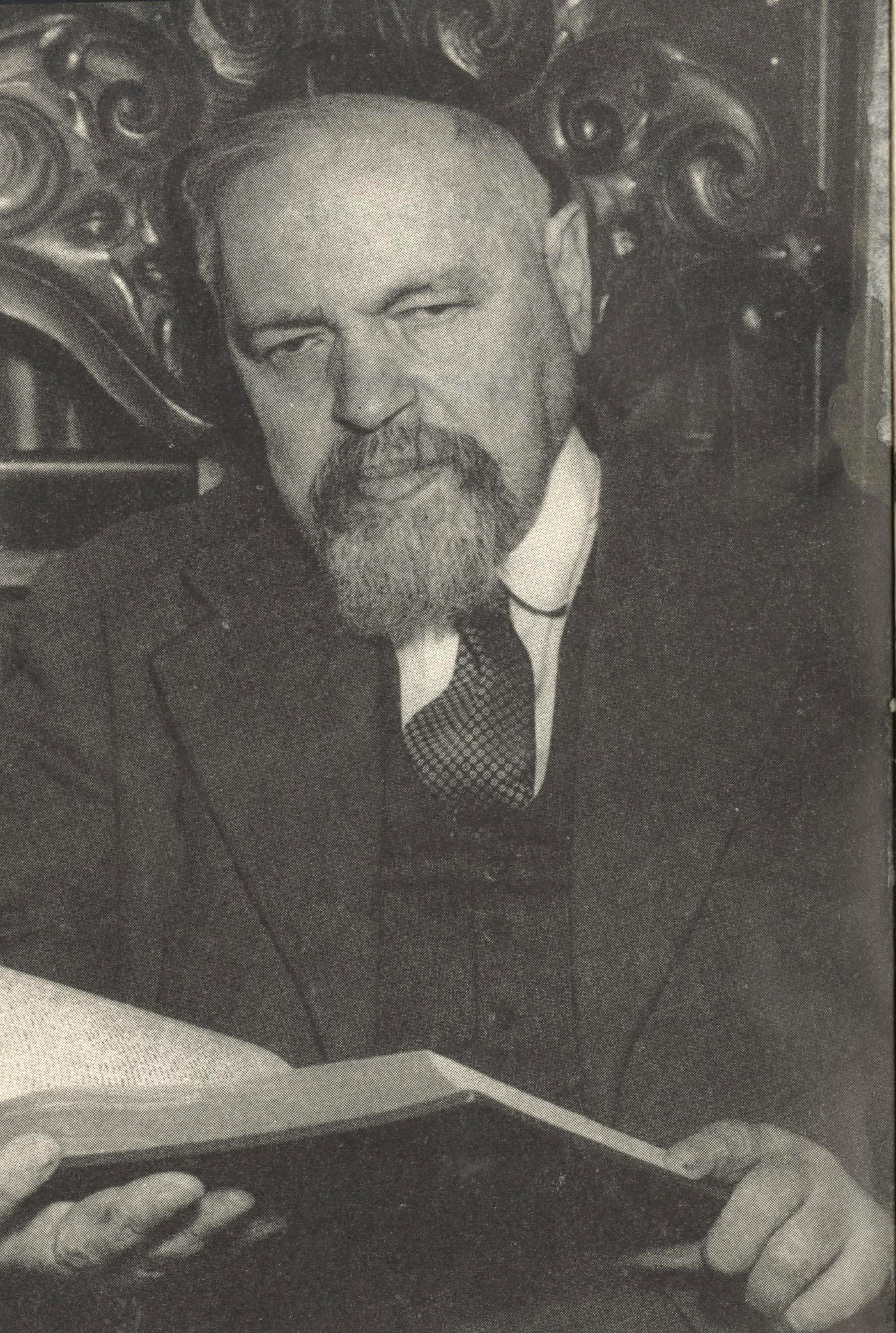